# Direito canônico oriental
O direito canônico oriental é o direito das 23 igrejas católicas sui juris (autônomas) da tradição católica oriental. O direito canônico oriental inclui tanto a tradição comum entre todas as igrejas católicas orientais, agora contidas principalmente no Código de cânones das igrejas orientais, quanto a lei particular própria de cada sui juris particular da Igreja Católica oriental. O direito canônico oriental se distingue do direito canônico latino, que se desenvolveu em uma linha separada nos remanescentes do Império Romano do Ocidente, e agora é codificado principalmente no Código de Direito Canônico de 1983. 

## História

### Nomocênones
Um nomocânon é uma coleção de leis eclesiásticas, consistindo nos elementos do direito civil e do direito canônico . Coleções desse tipo foram encontradas apenas na lei oriental. A Igreja grega tem duas principais coleções nomocanônicas. 
O primeiro nomocânon é o "nomocanon de John Scholasticus" do século VI. Ele havia redigido (cerca de 550) uma compilação puramente canônica em 50 títulos e mais tarde compôs um extrato das Novellae Constitutiones de Justiniano em 87 capítulos que relacionam os assuntos eclesiásticos. A cada um dos 50 títulos foram adicionados os textos das leis imperiais sobre o mesmo assunto, com 21 capítulos adicionais, quase todos emprestados dos 87 capítulos de João.
 

O segundo nomocânon data do reinado do imperador bizantino Heráclio (r. 610-641). Foi feita pela fusão do Collectio tripartita (coleção da lei imperial de Justiniano) e do "sintagma canônico" (cânones eclesiásticos). Posteriormente, essa coleção seria conhecida como "Nomocânon em 14 títulos". Este nomocânon foi muito estimado e passado para a Igreja Russa, mas foi gradualmente substituído pelo "Nomocânon de Fócio" em 883.   
O grande compilador sistemático da Igreja Oriental, que ocupa uma posição semelhante à de Graciano na Ocidente, foi Fócio, Patriarca de Constantinopla no século IX. A sua colecção em duas partes - uma compilação cronologicamente ordenada de cânones sinódicos e uma revisão do Nomocânon formado e ainda forma a fonte clássica da antiga Lei eclesiástica para a Igreja Grega. 
O grande compilador sistemático da Igreja Oriental, que ocupa uma posição semelhante à de Graciano na Oeste, foi Fócio, Patriarca de Constantinopla no século IX. A sua colecção em duas partes - uma compilação cronologicamente ordenada de cânones sinódicos e uma revisão do Nomocanon formado e ainda forma a fonte clássica da antiga Lei da Igreja Grega.
O nomocânon de Fócio foi mantido na lei da Igreja Grega e foi incluído no Syntagma, publicado por Rallis e Potlis (Atenas, 1852-1859). Embora chamada Syntagma, a coleção da lei eclesiástica de Matteus Blastares em 1335 é o verdadeiro nomocânon, no qual os textos das leis e dos cânones são organizados em ordem alfabética. 

### Leão XIII
Seguindo o exemplo do famoso Concílio do Líbano para os maronitas, realizado em 1730, e o de Zamosc para os rutenos, em 1720, as Igrejas Orientais, por sugestão de Leão XIII, elaboraram em plenária sua própria lei local: Sírios em Sciarfa em 1888; os rutenos em Leopol em 1891; e um pouco mais tarde, os coptas.

### Bento XV funda a Sagrada Congregação para a Igreja Oriental
Até 1917, a Sagrada Congregação para a Propagação da Fé tinha uma divisão para os "Assuntos do Rito Oriental", que deixou de existir em 30 de novembro de 1917. Bento XV fundou a Sagrada Congregação para a Igreja Oriental pelo motu proprio Dei Providentis.
A Sagrada Congregação para a Igreja Oriental foi presidida pelo próprio Sumo Pontífice e incluía vários cardeais da Santa Igreja Romana, um dos quais funcionava na qualidade de Secretário. Havia também conselheiros, escolhidos dentre os clérigos mais ilustres e os mais experientes nas coisas orientais.

### Reformas de Pio XII
Preocupado com as Igrejas Católicas Orientais e seus dez milhões de membros, o Papa Pio continuou as iniciativas de seus antecessores, especialmente o Papa Leão XIII e o Papa Pio XI . Essas igrejas, não muito diferentes da igreja latina antes do código de 1917, tinham suas próprias leis antigas, que não eram codificadas. A reforma das leis da Igreja Oriental, a CIC Orientalis para as Igrejas Orientais, foi concluída durante o pontificado de Pio XII. As novas e muito abrangentes leis da Igreja governavam a lei matrimonial, julgamentos da Igreja, administração de propriedades e ordens religiosas da Igreja, e direitos individuais.

## Código dos Cânones das Igrejas Orientais
O Código dos Cânones das Igrejas Orientais (CCEO) é a codificação de 1990 das partes comuns da Lei Canônica para as 23 das 24 Igrejas sui iuris da Igreja Católica. É dividido em 30 títulos e possui um total de 1540 cânones, com uma seção introdutória de cânones preliminares. O papa João Paulo II promulgou o CCEO em 18 de outubro de 1990 pelo documento Sacri Canones, e o CCEO entrou em vigor em 1 de outubro de 1991. As 23 igrejas sui iuris que compõem coletivamente as igrejas católicas orientais foram convidadas. pela Igreja Católica para codificar suas próprias leis particulares e submetê-las ao papa, para que toda a lei canônica dentro do catolicismo possa ser plena e completamente codificada. A Igreja Latina é guiada por seus próprios cânones encontrados no Código de Direito Canônico de 1983. 

## Congregação para as Igrejas Orientais
A Congregação para as Igrejas Orientais é um dicastério da Cúria Romana e a congregação curial responsável pelo contato com as Igrejas Católicas Orientais, a fim de auxiliar seu desenvolvimento, proteger seus direitos e também manter todo e um todo na Igreja Católica, ao lado da Igreja Católica. patrimônio litúrgico, disciplinar e espiritual do rito latino, a herança das várias tradições cristãs orientais. Ele "considera esses assuntos, sejam de pessoas ou de coisas, afetando as igrejas orientais católicas" e foi fundado pelo motu proprio Dei Providentis do Papa Bento XV como a "Sagrada Congregação para a Igreja Oriental" em 1 de maio de 1917. 
Os patriarcas e os principais arcebispos das igrejas orientais e o presidente do Pontifício Conselho para a Promoção da Unidade dos Cristãos são membros desta Congregação em virtude da própria lei. Os consultores e funcionários são selecionados de maneira a refletir, tanto quanto possível, a diversidade de ritos.
Esta congregação tem autoridade sobre 
1. todos os assuntos relacionados às igrejas orientais referidas à Santa Sé (estrutura e organização das igrejas; exercício dos ofícios de ensino, santificação e governo; status, direitos e obrigações das pessoas) e
2. as visitas ad limina dos bispos orientais.[16]

A competência desta congregação não inclui a competência exclusiva das Congregações para a Doutrina da Fé e pelas Causas dos Santos, da Penitenciária Apostólica, da Signatura e da Rota (incluindo o que diz respeito às dispensações de um casamento ratum sed non consummatum. Em assuntos que afetam as igrejas orientais e latinas, a Congregação opera, se o assunto é importante o suficiente, em consulta com o Dicastério, que tem competência no assunto para a Igreja Latina.
A Congregação presta atenção especial às comunidades de fiéis católicos orientais que vivem no território da Igreja Latina e atendem às suas necessidades espirituais, fornecendo visitantes e até suas próprias hierarquias, na medida do possível e onde números e circunstâncias exigirem, em consulta com os Congregação competente para estabelecer Igrejas Particulares na região.